# 中行说
中行说，燕（今河北省）人，西汉时期宦官，后來投靠匈奴，侍奉老上、军臣两代匈奴单于。生卒年史书未载。

## 生平

### 投靠匈奴
中行说是燕人，后担任宫廷宦官。前174年，匈奴老上单于继位，汉文帝派皇族公主前往匈奴和亲，又派中行说随同辅佐公主。中行说不愿接受这个任务但被强迫前往，临行前他说：“如果一定要让我去的话，我将成为汉朝的祸患。”果然中行说一到达匈奴后立即投靠老上单于，并深得单于的信任。

### 勸止和親
匈奴人十分喜欢汉朝进贡的缯絮和食物，中行说向老上单于指出：匈奴的人口数量不及汉朝的一个郡，之所以强大的原因在于匈奴人的衣食习俗与汉人不同。如今单于喜欢汉朝进贡的衣物食品，他们所进贡的物品不超过国内总数的十分之二，那么匈奴早晚会完全臣属于汉朝。希望单于把汉朝贈送的缯絮做成衣裤，让匈奴人穿上然后在杂草棘丛中骑马奔驰，让衣裤破裂损坏，以此显示汉朝的缯絮不如匈奴的旃衣皮袄坚固完美；把汉朝贈送的食物都丢掉，以此显示它们不如匈奴的乳制品方便味美。中行说随后教授老上单于的亲信分条记事的方法，以便他们统计人口、核算牲畜数目。
汉朝皇帝呈给匈奴单于的书信都写在一尺一寸的木札上，开头语是“皇帝敬问匈奴大单于无恙”，随后写明所贈送的物资和要说的话。中行说让老上单于改用一尺二寸的木札写信给汉文帝，并且把印章和封泥的尺寸都加长加宽加大，用傲慢的开头语写道：“天地所生日月所置匈奴大单于敬问汉皇帝无恙”，随后写明索取的物资以及要说的话。

### 舌战汉使
出使匈奴的汉朝使者曾讥讽匈奴的风俗轻视老年人。中行说反问汉朝使者说：“按照你们汉人的习俗，凡是家中有准备参军、守边垦荒的年轻人，他们年老的父母难道不省下暖和的衣物和肥美的食物送给他们享用吗？”汉朝使者同意他的观点。中行说又说：“匈奴人都知道战争的重要性，那些年老体弱的人不能打仗，所以要把肥美的食品让给壮健的人吃喝，这是为了更好的保护自己，然后才能让父子长久地相互保护，怎么能说是匈奴人轻视老年人呢？”汉朝使者又指责匈奴人缺乏基本的伦理观念，父子可以就寝于同一座毡房，父亲死后儿子可以娶后母为妻，兄弟死后活着的兄弟可以娶死去兄弟的妻子，并且匈奴人没有帽子和衣带等服饰，缺少朝廷礼节。中行说反驳道：“匈奴的风俗是吃牲畜的肉，喝它们的乳汁，用它们的皮做衣服穿。牲畜吃草喝水，都随着形势的变化而改变。匈奴人生活简单，在急迫的时候，人人练习骑马射箭的本领；在宽松的时候，人们欢乐无事，受到的约束很少。君臣关系简单，国家的政事就像一个人的身体一样随意自如。至于父子和兄弟死了，活着的娶他们的妻子做自己的妻子，这是惧怕种族的消失。匈奴虽然伦常混乱，但继承人一定是本族的子孙。如今汉人佯装正派，不娶他们父兄的妻子做老婆，致使亲属关系越来越疏远，甚至相互残杀、改朝易姓。汉人的礼义使君王臣民之间产生怨恨，修造宫室房屋耗尽了民力。百姓努力耕田种桑为求得衣食满足，修筑城郭来保卫自己，所以在急迫时不练习攻战本领，在宽松时又因为辛苦劳作而精疲力尽。生活在土石房屋里的汉人喋喋不休、窃窃私语，穿的整整齐齐戴着帽子又有什么了不起？”
此后，汉朝使者中有想辩论的，中行说就说：“汉朝使者不必多言，只想着汉朝送给匈奴的缯絮米蘖，一定要数量充足、品质良好使我们满意才行。如果品质粗劣、数量不足，那么等到秋天，匈奴人的铁骑就会奔驰践踏你们成熟待收的庄稼”。中行说日夜教唆老上单于寻找有利时机进攻汉朝。
在中行说的教唆下，前166年，老上单于背弃与汉朝的和亲政策，亲率14万匈奴骑兵攻入朝那（今甘肃省平凉市崆峒区西北）、萧关（今宁夏回族自治区固原市东南），杀死北地郡都尉孙卬，劫掠大量人口及牲畜，一直到达彭阳（今宁夏回自治区彭阳县）。老上单于派奇兵烧毁回中宫，匈奴的巡逻骑兵甚至到达雍城（今陕西省凤翔县南）的甘泉宫，逼近汉朝首都长安（今陕西省西安市未央区附近）。汉文帝急忙派中尉周舍、郎中令張武 调集兵车千辆，骑兵十万驻守于长安，又任命昌侯卢卿为上郡将军、宁侯魏遬为北地将军、隆虑侯周灶为陇西将军、东阳侯张相如为大将军、成侯董赤为前将军，调集大量兵车和骑兵攻打匈奴。汉朝在调兵期间，老上单于率军在塞内劫掠一月后撤离，汉朝军队无功而返。此后匈奴每年都前往边境劫掠，其中以云中郡和辽东郡的受害最为严重，代郡也有万余人惨遭杀掠。直到前162年匈奴重新与汉朝和亲，两国才罢兵休战。

### 之后
前161年，老上单于去世，其子军臣单于继位，中行说继续侍奉军臣单于，之后事蹟不明。

## 影视形象
2005年上映的长篇电视连续剧《汉武大帝》中，中行说由陈长海饰演。